# Rivière au Doré Ouest
Pour les articles homonymes, voir Doré.
La rivière au Doré Ouest est un affluent de rivière au Doré, coulant dans la municipalité de La Doré, dans la municipalité régionale de comté (MRC) du Domaine-du-Roy, dans la région administrative de Saguenay–Lac-Saint-Jean, dans la province de Québec, au Canada.
La vallée de la rivière au Doré Ouest est surtout desservie par quelques routes forestières, le chemin de la shop, le chemin du lac Rond et la rue des Peupliers (route 167),.
La foresterie (principalement la sylviculture) constitue la principale activité économique de la partie supérieure de cette vallée; l'agriculture, dans la partie intermédiaire et inférieure.

## Géographie
La rivière au Doré Ouest tire sa source à l'embouchure d'un petit lac (longueur: 1,0 km; altitude: 290 m) en zone forestière dans la municipalité de La Doré. Cette source est située à:
- 1,9 km au sud-est d'une courbe du cours de la rivière aux Trembles;
- 10,0 km au sud-ouest du centre du village de La Doré;
- 26,0 km à l'ouest du centre-ville de Saint-Félicien;
- 11,8 km au sud-ouest de l'embouchure de la rivière au Doré Ouest[2].

À partir de sa source, la rivière au Doré Ouest coule sur 16,9 km avec une dénivellation de 130 m, surtout en zone agricole et de village en fin de parcours, selon les segments suivants:
- 4,6 km vers le sud-est relativement en ligne droite, jusqu'à la décharge (venant du sud) de trois lacs, dont le lac Doré;
- 7,2 km vers le nord-est en formant une grande boucle vers le sud pour contourner une montagne, puis vers l'est en fin de segment, jusqu'à la décharge (venant du sud-est) de plusieurs lacs;
- 4,3 km vers le nord en traversant un petit lac (longueur: 0,26 km; altitude: 181 m), puis formant une grande courbe vers l'ouest en serpentant par endroit et en recueillant un ruisseau (venant de l'ouest), jusqu'à la décharge (venant du sud) de deux lacs dont le lac Jos-Gagnon;
- 0,8 km vers le nord-est en coupant le chemin du lac Rond, jusqu'à la rue des Peupliers (route 167, que la rivière coupe à 0,7 km au nord-ouest du centre du village La Doré;
- 3,0 km vers l'est en formant une grande courbe vers le nord en zone agricole pour contourner le village La Doré et en recueillant deux ruisseaux (venant du sud), jusqu'à son embouchure[2].

La rivière au Doré Ouest se déverse sur rive sud de la rivière au Doré. Cette confluence est située à:
- 1,9 km au nord-est du centre du village de La Doré;
- 15,0 km à l'ouest du centre-ville de Saint-Félicien;
- 24,2 km à l'ouest de l'embouchure de la rivière Ashuapmushuan;
- 36,9 km au nord-ouest du centre-ville de Roberval[2].

À partir de l’embouchure de la rivière au Doré Ouest, le courant descend le cours de la rivière au Doré sur 4,4 km, le cours de la rivière aux Saumons sur 8,2 km, le cours de la rivière Ashuapmushuan vers le sud-est sur 18 km, puis traverse le lac Saint-Jean vers l'est sur 41,1 km (soit sa pleine longueur), emprunte le cours de la rivière Saguenay via la Petite Décharge sur 172,3 km vers l'est jusqu'à Tadoussac où il conflue avec l’estuaire du Saint-Laurent.

## Toponymie
Le terme "Doré" se réfère à une espèce de poisson.
Le toponyme « rivière au Doré Ouest » a été officialisé le 5 décembre 1968 à la Banque des noms de lieux de la Commission de toponymie du Québec.